# Almufauade
Jafar ibne Almutâmide (Ja'far ibn al-Mu'tamid), melhor conhecido por seu nome real Almufauade Ilalá (em árabe: المفوض إلى الله‎‎; romaniz.: al-Mufawwad ila-llah; lit. "Agende de Deus"), foi o filho do califa abássida Almutâmide (r. 870–892) e herdeiro-aparente do califado de 875 até seu afastamento por seu primo Almutadide (r. 892–902) em 891.

## Vida

Árvore genealógica dos abássidas do século IX

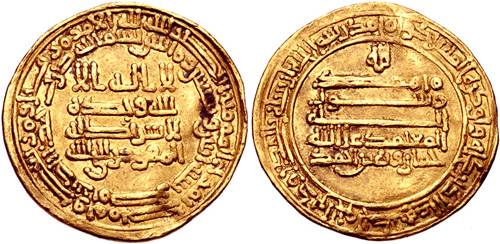
Dinar de ouro de Cumarauai r. portando os nomes de Almutâmide e Almufauade

Jafar ibne Almutâmide é atestado pela primeira vez na história de Atabari em 872. Em 20 de julho de 875, Almutâmide formalmente organizou a governança do Estado e sua sucessão, Jafar, com o nome honorífico Almufauade Ilá, foi nomeado herdeiro aparente e chefe da metade ocidental do califado, enquanto o irmão de Almutâmide, Almuafaque, recebeu as províncias orientais e foi nomeado segundo herdeiro, exceto se o califa falecesse enquanto Almufauade ainda fosse jovem. Almufauade foi então responsável pela Ifríquia, Egito, Síria, a Jazira e Moçul, Armênia, Mirajancadaque e Hulvã, com Muça ibne Buga como seu representante. No entanto, foi Almuafaque que manteve o poder real no Estado, e essa divisão de autoridade parece ter sido sobretudo no papel; segundo Hugh N. Kennedy, "não parece que Almufauade exerceu qualquer autoridade real".
Quando Almutâmide deixou Samarra em março de 876 para liderar o exército ao sul e confrontar o exército safárida na Batalha de Dair Alacul, Almufauade foi deixado para trás para supervisionar a capital, com auxílio de Maomé Almualade. Em 882/883, quando Almufauade e o poderoso governador autônomo do Egito, Amade ibne Tulune (r. 868–884), abriram conflito aberto entre si, Almufauade foi obrigado a publicamente amaldiçoar e despojar seu subordinado nominal de seus ofícios, que foram entregues ao governador de Moçul, Ixaque ibne Cundaje. No evento, contudo, Amade prevaleceu sobre os ataques abássidas e permaneceu no comando do Egito, assim como seu filho Cumarauai (r. 884–896) fez depois dele.
Em abril de 891, enquanto Almuafaque estava morrendo, uma tentativa foi feita para evitar a sucessão da regência de seu filho, Abu Alabás, Almuafaque prendeu seu filho por uma razão desconhecido, e o governador de Bagdá tentou assegurar que ele não seria libertado, e secretamente trouxe o califa e Almufauade à cidade para capitalizar sobre a iminente morte de Almuafaque. A tentativa falhou devido ao apoio que Abu Alabás gozava entre a população e o exército: Abu Alabás foi libertado pelas tropas, a casa do governador foi saqueada pela multidão, e em 4 de junho, dois dias após a morte de Almuafaque, o juramento de fidelidade foi renovado, incluindo Abu Alabás, agora sob o título de Almutadide Bilá, como segundo herdeiro depois de Almufauade. Finalmente, em 30 de abril de 892, Almufauade foi removido da sucessão, e quando Almutamide morreu em outubro, ele foi sucedido por Almutadide (r. 892–902).